# Via Bol'šaja Pokrovskaja
Via Bol'šaja Pokrovskaja (in russo Большая Покровская улица? in italiano: Via di Grande Protezione. Corto-nome - Pokrovka) è la strada principale di Nižnij Novgorod. Una delle vie più antiche. Fino al 1917 è stata considerata una via per nobili. Diventata la via principale della città verso la fine del XVIII secolo. È considerata un analogo della Arbat a Mosca o delle 6-7 Linee di Isola Vasil'evskij a San Pietroburgo.

## Storia

### Impero russo
La via ha cominciato a formarsi nel Medioevo. Poi la sua direzione è stata impostata sulla strada per Mosca. Dopo la visita dell'imperatrice Caterina II, un nuovo piano urbanistico regolare è stato sviluppato, che prevede un sistema trimestrale. Nel 1823 - 1824 anni è stato costruito il campanile della chiesa della protezione della Santa Vergine (in russo Церковь Покрова Пресвятой Богородицы?). Da allora, la strada è diventato noto come il Bol'šaja Pokrovskaja. Il più delle volte la strada si chiamava "Pokrovka".
Alla fine del XVIII - inizi del XIX secolo in strada ha cominciato a costruire edifici in pietra. Da allora è diventato la via principale della città ed è diventato noto come il "nobile famiglia", a causa della posizione su di essa della tenuta dei generali, famiglie principesche, il governatore, il vice-governatore e altri alti funzionari. Nel 1896 teatro di Nicola è stato costruito, la cui apertura è stata in concomitanza con l'inizio della Esposizione Nazionale. 18 lug 1896, è stato visitato da imperatore Nicola II. Entro l'inizio del XX secolo edifici strade fortemente compattato e le case cominciarono a formare una linea continua su entrambi i lati della via. Nel 1913, la banca statale principale è stato costruito alla via. È l'apertura è stata programmata per il terzo centenario di Romanov.

### Periodo sovietico
Dopo la rivoluzione, la via è stata ribattezzata e cominciò a portare il nome del rivoluzionario Jakov Sverdlov ed era popolarmente chiamato "Sverdlovka". Approssimativamente nel 1935, la Chiesa della Protezione della Vergine Santa è stato demolito. Fino al 1980, la via era una carreggiata e nei primi anni '80 è stato fatto pedonale.

### Russia attuale
Dopo la dissoluzione dell'Unione Sovietica, la via stato rinominato torna a Bol'šaja Pokrovskaja. Nel 2004 il XXI secolo la strada era completamente ricostruito. Fu pavimentato con lastre di pietra, e sculture in bronzo sono stati installati lungo entrambi i lati. I più popolari sono la scultura "La capra divertente", di fronte al Teatro Drammatico, e la scultura del poliziotto, sulla piazza di Minin e Požarskij.

L'immagini storiche
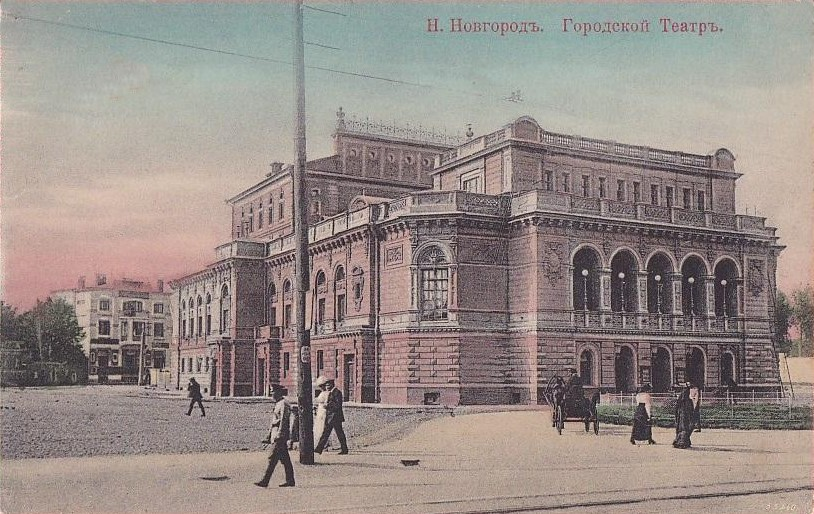
Il teatro drammatico. 1880, foto di Andrej Karelin e Ivan Šiškin
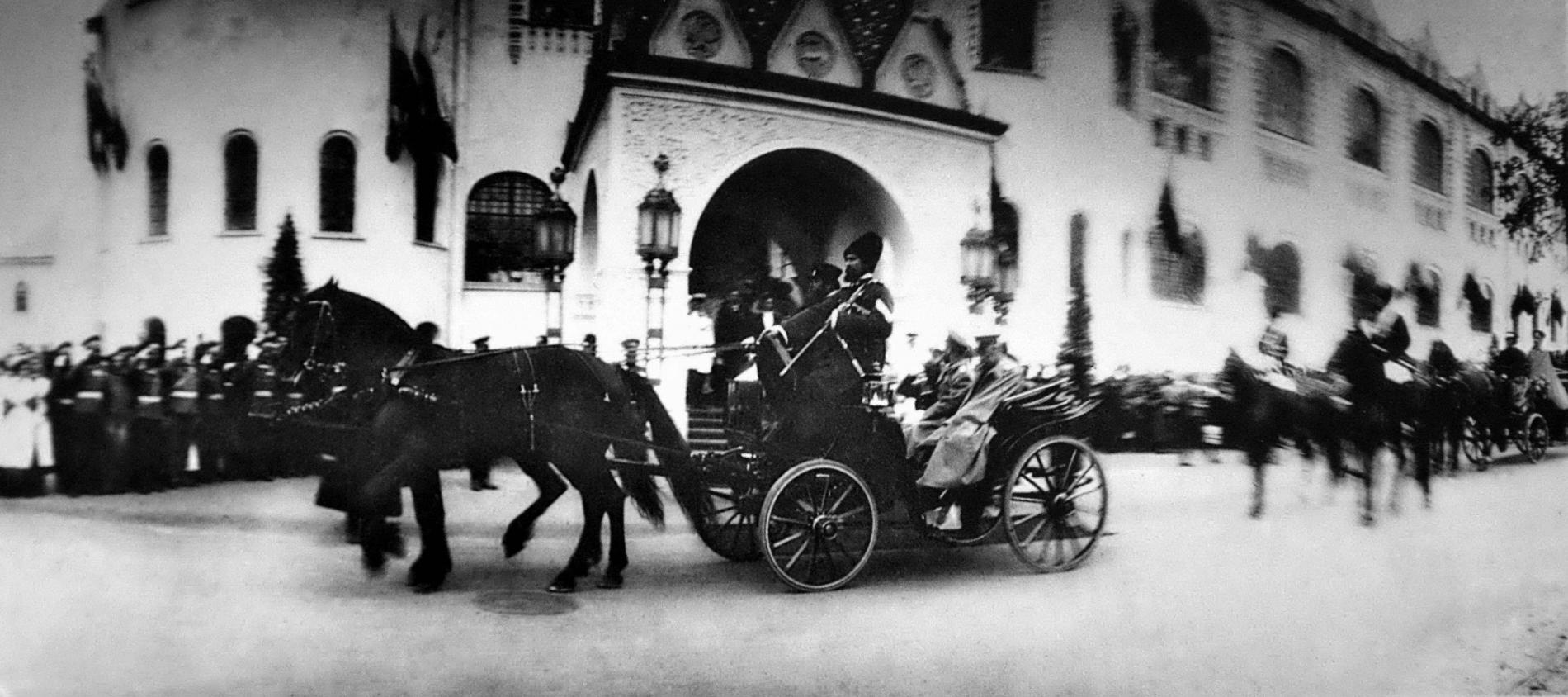
Partenza Nicola II dalla Banca di Stato. 1896, foto di Maxim Dmitriev
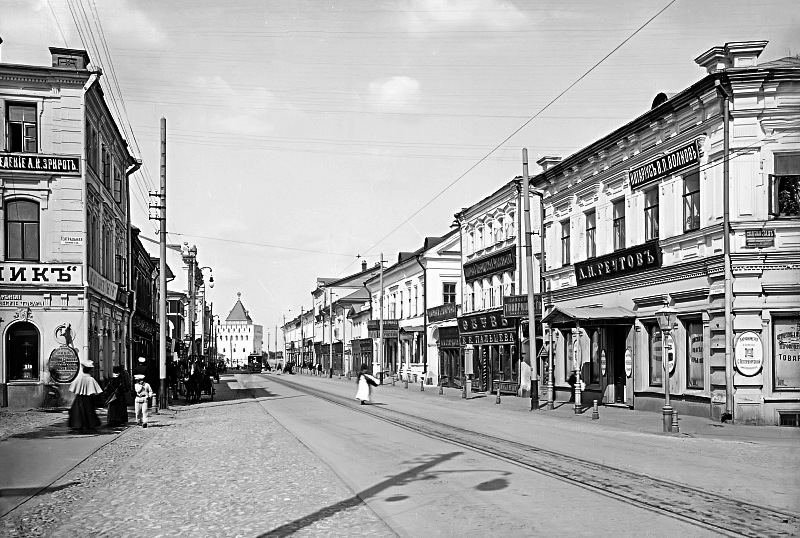
Bol'šaja Pokrovskaja. 1907, foto di Maxim Dmitriev
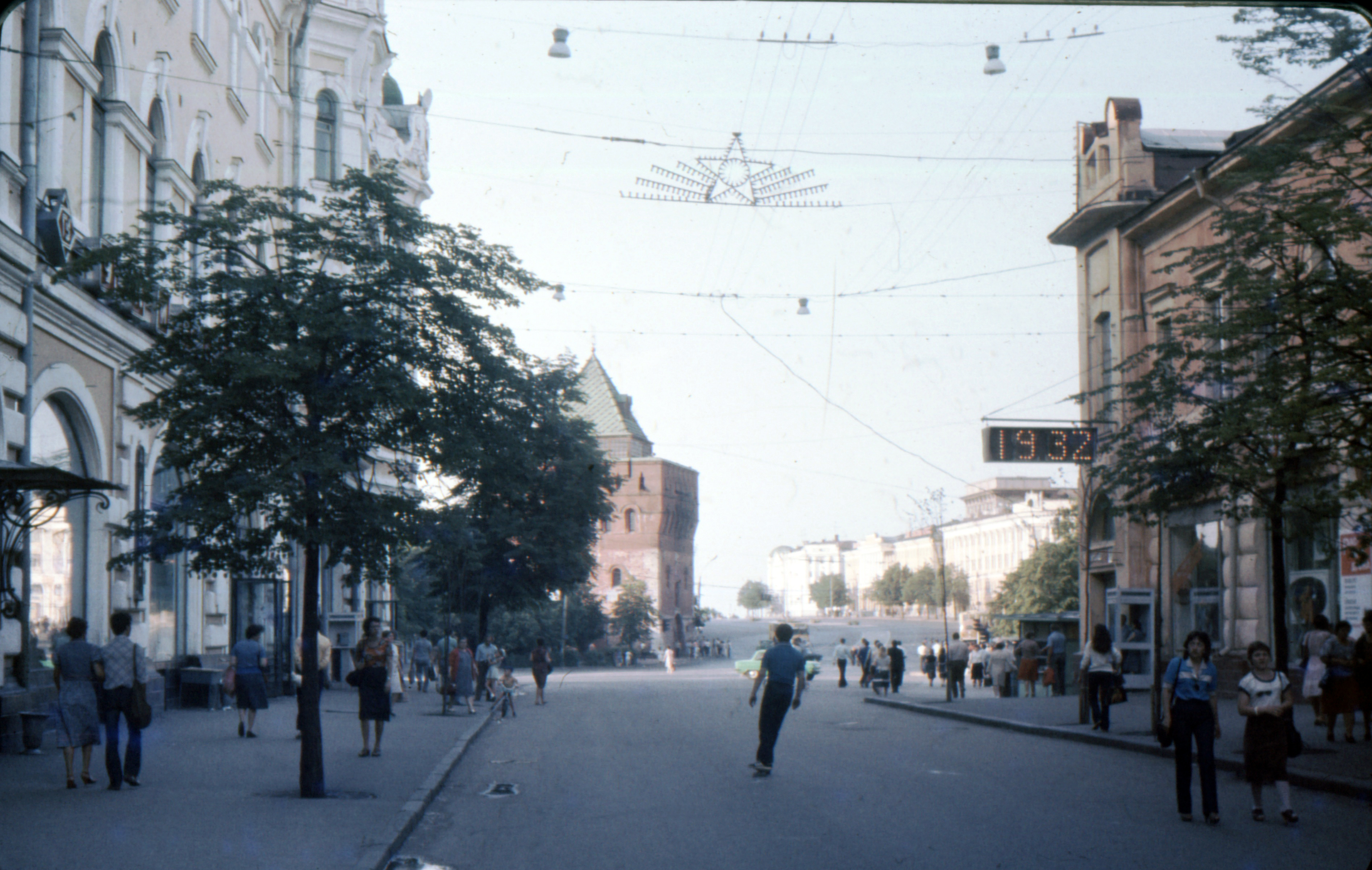
Unione Sovietica. Via di Sverdlov, 1985

## Attrazioni

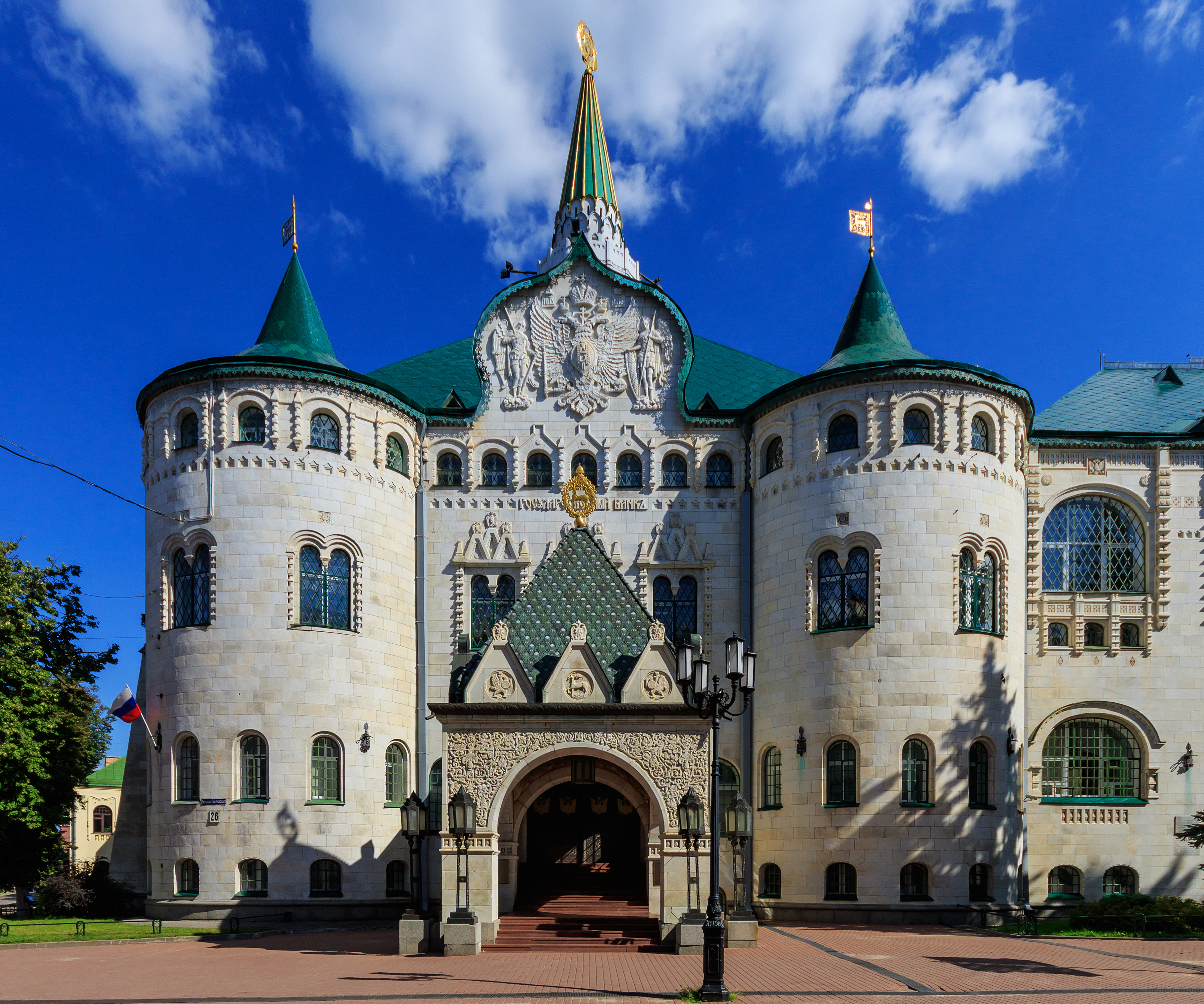
La Banca Stato

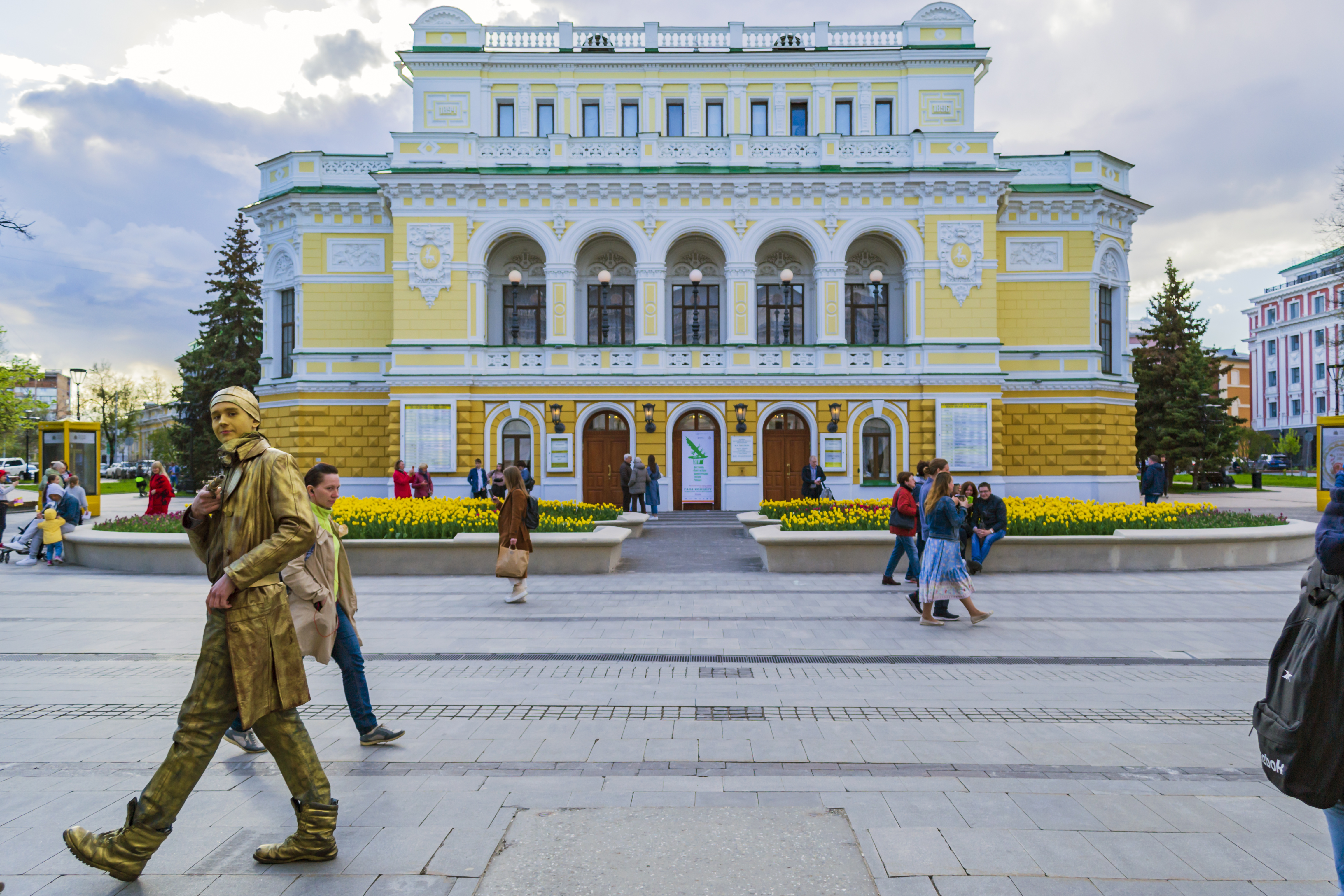
Il Teatro drammatico

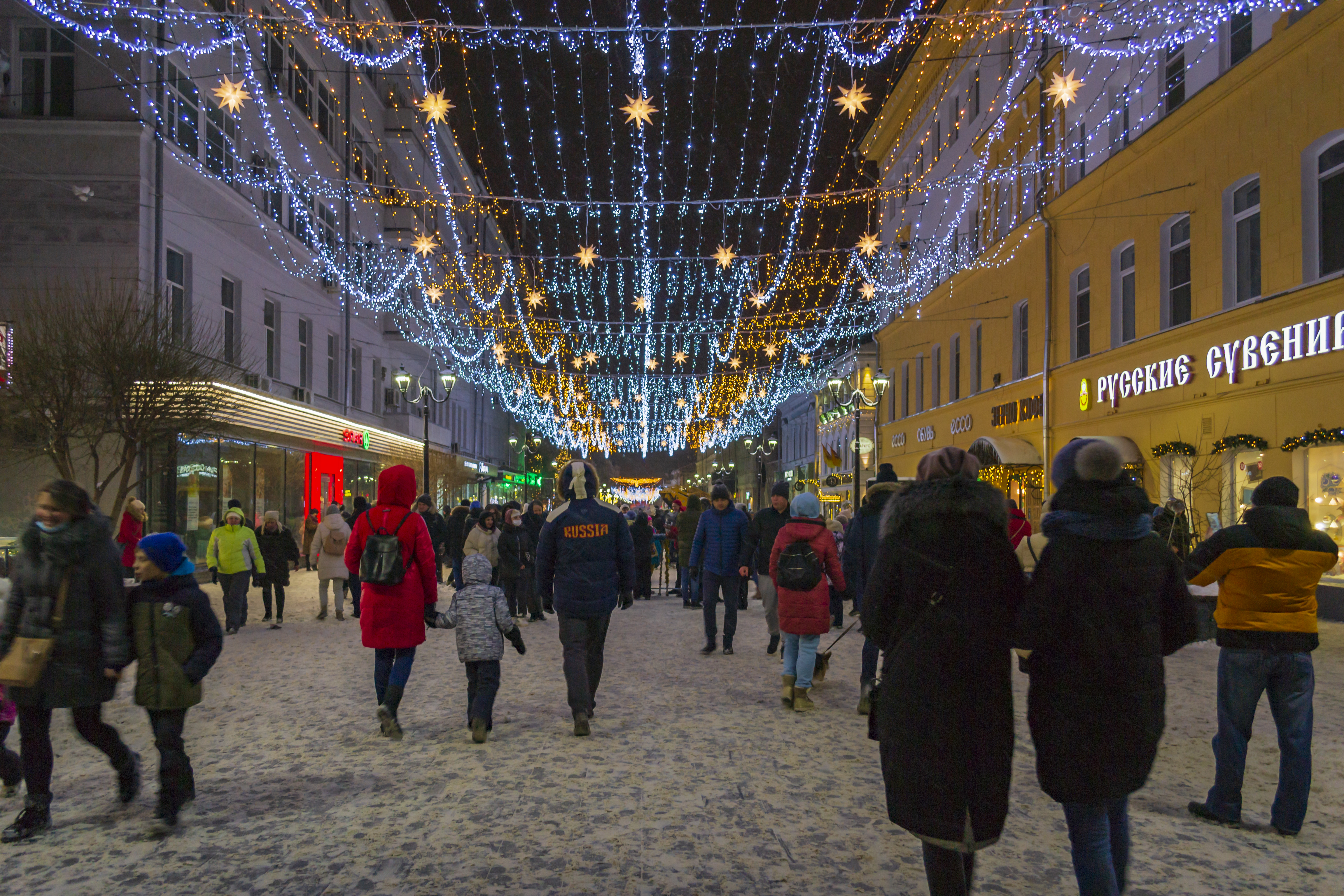
Strada per il Natale 2021

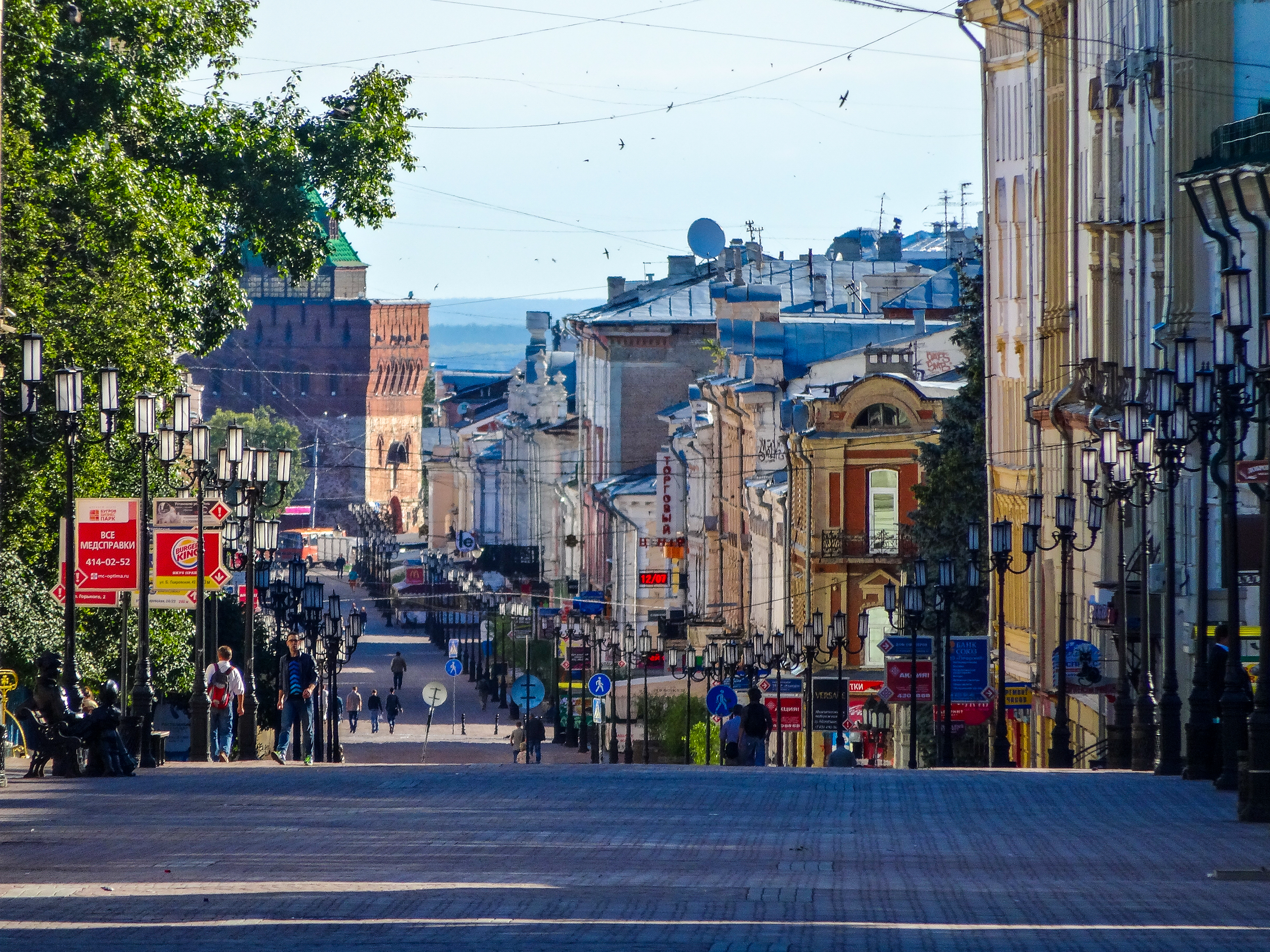
Vista su strada verso il Cremlino. Luglio 2014

- Teatro Educativo presso la Scuola Teatro intitolato a Evgenij Evstigneev;
- Palazzo del lavoro;
- L'ex edificio della tomaia-Posad Camere di Commercio;
- Il museo della fotografia di fotografo russo Andrej Karelin;
- Il Teatro drammatico;
- L'edificio per l'assemblea dei gentiluomini;
- La Banca Stato;
- La casa padronale di Rukavišnikov;
- L'edificio di facoltà filologica, facoltà finanziari e la Facoltà di Scienze Sociali di Nižnij Novgorod università di Stato;
- Il Teatro dei Burattini di Nižnij Novgorod;
- "Mestieri d'arte" - un negozio del museo;
- Casa della Comunicazione.

## Interessante

### I musicisti di strada
Ogni giorno un sacco di musicisti di strada giocare qui. Essi svolgono in diversi stili musicali e repertori. Alcuni giorni i musicisti danno concerti di strada in particolare su larga scala con l'utilizzo di attrezzature professionali, raccogliendo attorno a un gran numero di persone. Tali eventi sono spesso concordati preventivamente con l'amministrazione comunale.
L'atteggiamento della polizia della città in direzione di musicisti di strada è leale. A differenza di Mosca Arbat, i musicisti qui non sono banditi dalla strada e non vengono multate. Se loro non violano l'ordine pubblico.

### Gli artisti di strada
Nei pressi della facoltà filologica dell'Università di Nižnij Novgorod ci sono vari artisti e artigiani. C'è anche organizzato una mostra estemporanea delle loro opere. Gli artisti possono essere ordinati ritratti, caricature e nature morte, e gli artigiani possono essere ordinati una varietà di prodotti in vimini, ceramiche e molto altro ancora.

### Sculture
Da la piaza di Minin e Požarskij verso Gorkij piazza:
- Un poliziotto - nei pressi dell'edificio del complesso esibizione;
- Fotografo con un cane;
- "La capra divertente" - di fronte al Teatro drammatico;
- Evgenij Evstigneev - su una panchina vicino al Teatro drammatico;
- Banco di riconciliazione - vicino al Teatro drammatico;
- Banco del blogger - vicino al Teatro drammatico;
- Nikolaj Dobroljubov
- Il giovane violinista;
- I coniugi Ivan Annenkov e Pauline Geuble;
- Servant in the tavern - inviting to enter, near the restaurant in house 35;
- Nikolaj Bogoljubov - nei pressi dell'edificio della facoltà filologica dell'Università di Nižnij Novgorod (UNN);
- Cucchiaio del gusto - nei pressi dell'edificio della facoltà filologica del UNN;
- Signora con un bambino su un banco;
- Dama allo specchio - di fronte al centro di intrattenimento "Oktyabr";
- Il postino - prima che la Casa delle comunicazioni, alla fine della zona pedonale.